# بژژنکا (گمینا اندرخوف)
بژژنکا (به لهستانی:  Brzezinka) یک روستا در لهستان است که در گمینا اندرخوو واقع شده‌است. بژژنکا ۷۲۷ نفر جمعیت دارد.